# Abrunheira (São Martinho da Cortiça)
Abrunheira era, em 1747, uma aldeia portuguesa da freguesia de São Martinho da Cortiça, termo da vila de Pombeiro. No secular estava subordinada à Comarca de Coimbra, e no eclesiástico ao Bispado da mesma cidade, pertencendo à Província da Beira.